# Едвард Девіс Джонс
Е́двард Де́від Джо́нс (англ. Edward Davis Jones; 7 жовтня 1856 — 16 лютого 1920) — американський статистик, журналіст.
Едвард Джонс навчався у Браунівському університеті, але не закінчив його. Деякий час Джонс працював у газеті Providence Evening Press, Провіденс, штат Род-Айленд.
Приблизно у 1880 р. Чарлз Доу запропонував Джонсу роботу репортером у компанії «Kiernan Wall Street Financial News Bureau». Було відомо, що Джонс міг вміло і швидко аналізувати фінансовий звіт. Попрацювавши разом, Джонс та Доу вирішили заснувати спільну компанію, що й сталося у 1882 р. Компанія, названа «Dow, Jones & Company» була розташована в підвалі магазину цукерок у Манхеттені. Доу, Джонс, та четверо співробітників не могли впоратися з обсягом роботи, тому вони запросили Чарлза Бергстресора стати партнером. Основне вміння Бергстресора полягала в інтерв'юванні.
У листопаді 1883 компанія почала випускати щоденний двох-сторінковий бюлетень фінансових новин що називався Customers' Afternoon Letter. Дуже скоро тираж досягнув більше 1000 передплатників та став вважатися важливим джерелом новин для інвесторів. Бюлетень включав індекс Dow Jones Averages (з 3 липня 1884), який включав дев'ять залізничних компаній, одне пароплавство і Western Union.
У 1889 році у Dow Jones & Company працювали 50 робітників. Партнери вирішили що настав час для випуску газети та 8 липня вийшов перший номер «Wall Street Journal».
26 травня 1896 компанія опублікувала індекс дванадцяти найбільших промислових компаній. Саме цей індекс зараз відомий нам як Промисловий індекс Доу-Джонса (англ. Dow Jones Industrial Averages, DJIA).
Влітку 1899 року Едвард Джонс пішов з компанії. Пізніше він працював біржовим брокером у Джеймса Кіна (James R. Keene).